# H·W·戴維斯
H·W·戴維斯（H. W. Davies，1875年—?），是一名已故英格蘭羽毛和網球運動員。
1901年，H·W·戴維斯在全英羽球錦標賽男子單打決賽中擊敗拉爾夫·瓦特林贏得冠軍。1910年，他在英格蘭南部網球錦標賽混合雙打決賽中，搭配M·E·史都華輸給多蘿西婭·蘭伯特·錢伯斯與史丹利·N·杜斯特的組合而獲得亞軍。